# Shocking Blue
Shocking Blue est un groupe néerlandais de rock, actif entre 1967 et 1974. Il est rendu célèbre entre autres par la chanson Venus en 1969, reprise en 1986 par le groupe anglais Bananarama avec autant de succès. 
Durant son existence, le groupe se distingue par un son innovant pour l'époque, par les capacités de showman du guitariste Robbie van Leeuwen et par sa chanteuse Mariska Veres.

## Histoire
Le groupe se forme en 1967 par Robbie van Leeuwen, ancien guitariste d'un autre groupe néerlandais, The Motions, avec le batteur Cor van Beek, le bassiste Klaasje van der Wal et le chanteur Fred de Wilde. Celui-ci est remplacé un an plus tard par Mariska Veres et un des premiers singles de la nouvelle mouture du groupe est Venus, inspirée par la chanson The Banjo Song de Big 3 sortie en 1963. La chanson occupe la première place des ventes en Belgique, en France, en Italie, en Espagne et en Allemagne, avant de décrocher la première place aux États-Unis en 1970. 
Après quelques autres succès qui n'atteignent pas la renommée mondiale (Never Marry a Railroad Man, Ink Pot, Hello Darkness, Mighty Joe), Robbie van Leeuwen se montre de plus en plus frustré par les performances du groupe dans les classements de ventes. Le groupe se sépare en 1974.

## Postérité
Leur titre Love Buzz est repris par le groupe de grunge américain Nirvana sur Bleach, et samplé par le groupe anglais The Prodigy dans la chanson Phoenix, tirée de l'album Always Outnumbered, Never Outgunned. Le titre Long and Lonesome Road (1969) inspire officiellement la chanson Je suis fatigué du groupe ukrainien Quest Pistols[réf. nécessaire].

## Discographie

### Albums studio
- 1968 : Shocking Blue (Polydor), Beat With Us (titre allemand)
- 1969 : At Home (Pink Elephant)
- 1970 : Scorpio's Dance (Pink Elephant), Sally Was a Good Old Girl (titre japonais)
- 1971 : Third Album (aussi nommée Shocking You, Pink Elephant)
- 1972 : Ink Pot (Pink Elephant) - The Official Music of Mark Six
- 1972 : Live in Japan (Pink Elephant)
- 1972 : Attila (Pink Elephant), Rock in the Sea (titre japonais)
- 1972 : Eve and the Apple (comme Attila avec un morceau différent, Polydor)
- 1973 : Dream on Dreamer (Polydor)
- 1973 : Ham (comme Dream On Dreamer, mais avec 3 chansons différentes et 6 versions alternatives, Pink Elephant)
- 1974 : Good Times (Pink Elephant)

### Singles
- 1967 : Love Is in the Air / What You Gonna Do (Polydor)
- 1968 : Lucy Brown is Back in Town / Fix Your Hair Darling (Pink Elephant)
- 1968 : Send Me a Postcard / Harley Davidson (Metronome)
- 1969 : Long and Lonesome Road / Fireball of Love (Metronome)
- 1969 : Venus / Hot Sand (Pink Elephant)
- 1969 : Mighty Joe / Wild Wind (Metronome)
- 1969 : Scorpio's Dance / Sally Was a Good Old Girl (promo)
- 1970 : Never Marry a Railroad Man / Roll Engine Roll (Metronome)
- 1970 : Hello Darkness / Pickin' Tomatoes (Metronome)
- 1971 : Shocking You / Waterloo (Metronome)
- 1971 : Serenade / Sleepless at Midnight (Buddah)
- 1971 : Blossom Lady / Is This a Dream (Polydor)
- 1971 : Out of Sight, Out of Mind / I Like You (Polydor)
- 1972 : Ink Pot / Give My Love to The Sunrise (Polydor)
- 1972 : Rock in the Sea / Broken Heart (Polydor)
- 1972 : Eve and the Apple / When I was a Girl (Polydor)
- 1973 : Let Me Carry Your Bag / I Saw You in June (Polydor)
- 1973 : Oh Lord / In My Time of Dying (Polydor)
- 1974 : This America / I Won't be Lonely Long (Polydor)
- 1974 : Dream on Dreamer / Where The Pick-Nick Was (Polydor)
- 1974 : Good Times / Come My Way (Pink Elephant)
- 1975 : Gonna Sing My Song / Get It On (Decca)
- 1980 : Louise / Venus (promo)
- 1986 : The Jury and The Judge / I am Hanging on to Love (Polydor)
- 1994 : Body and Soul / Angel (Red Bullet)

### Compilations

#### LP
- 1969 : Sensational Shocking Blue (Discofoon)
- 1971 : Hello Darkness (Pink Elephant)
- 1972 : The Shocking Blue Perfect Collection (Polydor)
- 1972 : The Best of Shocking Blue (Pink Elephant)
- 1973 : Shocking Blue's Best (Metronome)
- 1973 : With love from... Shocking Blue (Capri)
- 1978 : The Shocking Blue Double Deluxe (Polydor)
- 1980 : Venus (Piccadilly)
- 1981 : The Shocking Blue Greatest Hits (CNR)
- 1986 : Best of Shocking Blue (CNR)
- 1986 : Classics (21 Records)

#### CD
- 1986 : The Best of Shocking Blue (Victor)
- 1990 : The Very Best of Shocking Blue (Red Bullet, réédité en 1993 par Arcade)
- 1990 : Shocking Blue 20 Greatest Hits (Repertoire)
- 1990 : Venus (Castle Communications AG)
- 1994 : A Portrait of Shocking Blue (Castle)
- 1995 : Shocking Blue The Golden Hits (Red Bullet)
- 1997 : Singles A's and B's (Repertoire)
- 1997 : Shocking Blue Grand Collection (A.R.O.)
- 1998 : Shocking You (Laserlight)
- 2000 : Shocking Blue Golden Collection 2000 (Lighthouse)
- 2000 : All Gold of The World Shocking Blue (Mekkophone & Castle Communications)
- 2004 : Shocking Blue Greatest Hits (Red Bullet)

### DVD
- 2004 : Greatest Hits Around the World (Red Bullet)